# Сотіріс Каяфас
Сотіріс Каяфас (грец. Σωτήρης Καϊάφας, * 17 грудня 1949, Нікосія) — кіпрський футболіст, нападник. Лауреат Ювілейної нагороди УЄФА як найвидатніший кіпрський футболіст 50-річчя (1954—2003).
Відомий виступами за клуб «Омонія», а також національну збірну Кіпру.
Дев'ятиразовий чемпіон Кіпру та шестиразовий володар Кубка Кіпру.

## Клубна кар'єра
У дорослому футболі дебютував 1966 року виступами за команду клубу «Омонія», кольори якої і захищав протягом усієї своєї кар'єри гравця, що тривала цілих дев'ятнадцять років.  Більшість часу, проведеного у складі «Омонії», був основним гравцем атакувальної ланки команди. У складі «Омонії» був одним з головних бомбардирів команди, маючи середню результативність на рівні 0,67 голу за гру першості.

## Виступи за збірну
У 1972 році дебютував в офіційних матчах у складі національної збірної Кіпру. Протягом кар'єри у національній команді, яка тривала 9 років, провів у формі головної команди країни лише 18 матчів, забивши 6 голів.

## Титули і досягнення

### Командні
- Чемпіон Кіпру (9): 1971–72, 1973–74, 1975–76, 1976–77, 1978–79, 1980–81, 1981–82, 1982–83, 1983–84
- Володар Кубка Кіпру (6): 1971–72, 1973–74, 1979–80, 1980–81, 1981–82, 1982–83

### Особисті
- Найкращий бомбардир Чемпіонату Кіпру: 1971–72, 1973–74, 1975–76, 1976–77, 1978–79, 1979–80, 1980–81, 1981–82
- Володар Золотої бутси: 1976
- Лауреат Ювілейної нагороди УЄФА